# 엡네플루
엡네플루(독일어: Ebnefluh)는 스위스 베른주와 발레주의 경계에 위치한 해발 3,962m의 베른 알프스의 산이며, 라우터브루넨 벽의 동쪽 끝을 향해 있다.